# Søren Lilholt
Søren Lilholt (nascido em 22 de setembro de 1965) é um ex-ciclista dinamarquês. Ele competiu em sete Grandes Voltas entre 1987 e 1992.
Lilholt foi um dos atletas que representou a Dinamarca nos Jogos Olímpicos de 1984, em Los Angeles, onde terminou na sétima posição competindo no contrarrelógio por equipes de 100 km. Na estrada, ele não conseguiu completar a prova, na qual competiu individualmente.